# Chalcopsitta duivenbodei
El lori pardo (Chalcopsitta duivenbodei) una especie de ave psitaciforme de la familia Psittaculidae que habita en las selvas de la isla de Nueva Guinea; es endémica de la península de Huon.

## Subespecies
- C. d. duivenbodei

C. d. syringanuchalis

## Descripción
De longitud mide 31 cm y pesa entre 200 y 230 gr.
La parte inferior de sus alas son de color amarillo narciso al igual que su barbilla y frente, las puntas del plumaje del pecho también tienen amarillo, dando a la zona un aspecto escamado. En la parte inferior de la espalda, en los muslos y en las plumas de la cola tienen un contraste violeta o azul profundo